# Rentadora

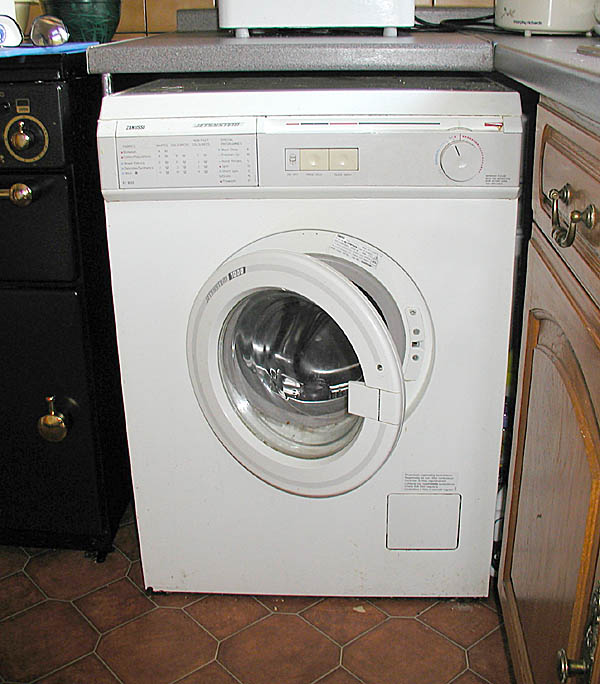
Rentadora d'ús domèstic amb càrrega frontal

La rentadora, llavadora o màquina de rentar o llavar és un aparell elèctric, que pot ser electrodomèstic o d'ús industrial.
Bàsicament, compta un tambor central amb orificis, que gira mentre s'hi introdueix aigua. La porta de les rentadores té un blocatge automàtic que impedeix que puguin ser obertes mentre estan en funcionament. Es compon d'una resistència PTC que en rebre corrent elèctric s'escalfa i activa un bimetall, que és connectat al seu torn a dues terminals que tanquen un contacte elèctric i deixen circular el corrent cap a l'electrodomèstic, la qual cosa permet que aquest s'encengui.

## Descripció
Una característica desconeguda pel públic en general és que té un tambor central gran amb orificis, dins d'un altre tambor tancat, mentre entra aigua, fent que es barregi (el detergent) amb la roba bruta. El tambor es mou amb un motor elèctric. Els motors més comuns estan situats darrere o sota el tambor i transmeten la tracció per politges i corretges. El motor de tracció directa (Direct Drive) forma una unitat amb el tambor i transmet directament el moviment, produint molt poc soroll i vibració. La introducció de la microelectrònica ha aconseguit que alguns models deixin la roba seca i neta i fins i tot afegeixen sensors que controlen el temps, la velocitat, la temperatura i tenen algorismes de recol·locació de roba per evitar excessives vibracions durant el centrifugat.
Hi ha fonamentalment dos tipus de model: les rentadores d'obertura frontal i les d'obertura superior. Les d'obertura frontal són les que tenen la porta al davant i el gir del tambor té el seu eix horitzontal, de manera que la roba, en el moment de girar, va caient permanentment en ser impulsada pel gir cap amunt. Les d'obertura superior tenen la porta a la part superior. Les rentadores d'obertura superior tenen l'avantatge de no vessar aigua a diferència d'una obertura frontal. El gir del tambor pot tenir el seu eix també vertical o disposar d'una escotilla per accedir al tambor que gira horitzontalment.
Les rentadores tenen a la porta un sensor o un bloqueig automàtic, que quan s'obre atura el funcionament, cosa que impedeix que puguin ser obertes.
Està compost per una resistència PTC que, en rebre corrent, s'escalfa i activa un bimetall, el qual està connectat al seu torn a dos terminals que tanquen un contacte elèctric i deixen circular el corrent cap a l'electrodomèstic permetent-ne l'encesa.

## Història

### Rentat a mà
El rentat a mà consisteix a remullar, batre, fregar i aclarir els teixits bruts. Abans que existís la fontaneria interior, les persones també havien de portar tota l'aigua utilitzada per rentar, bullir i aclarir la roba des d'una bomba, pou o brollador. L'aigua per a la bugada es transportava a mà, s'escalfava al foc i s'abocava a la banyera. D'aquesta manera, l'aigua calenta i sabonosa era molt valuosa i es reutilitzava primer per rentar la roba menys bruta i després per rentar la roba cada vegada més bruta.
L'eliminació de l'aigua i el sabó de la roba després de la rentada era un procés independent. Primer s'aclaria el sabó amb aigua neta. Després de l'esbandida, es formava un rotllo amb la roba amarada i es recaragolava a mà per extreure l'aigua. Tot el procés ocupava sovint un dia sencer de treball dur, a més de l'assecament i la planxada.
El 2010, gairebé cinc mil milions de persones dels set mil milions d'habitants del planeta encara rentaven la roba a mà.

### Primeres màquines

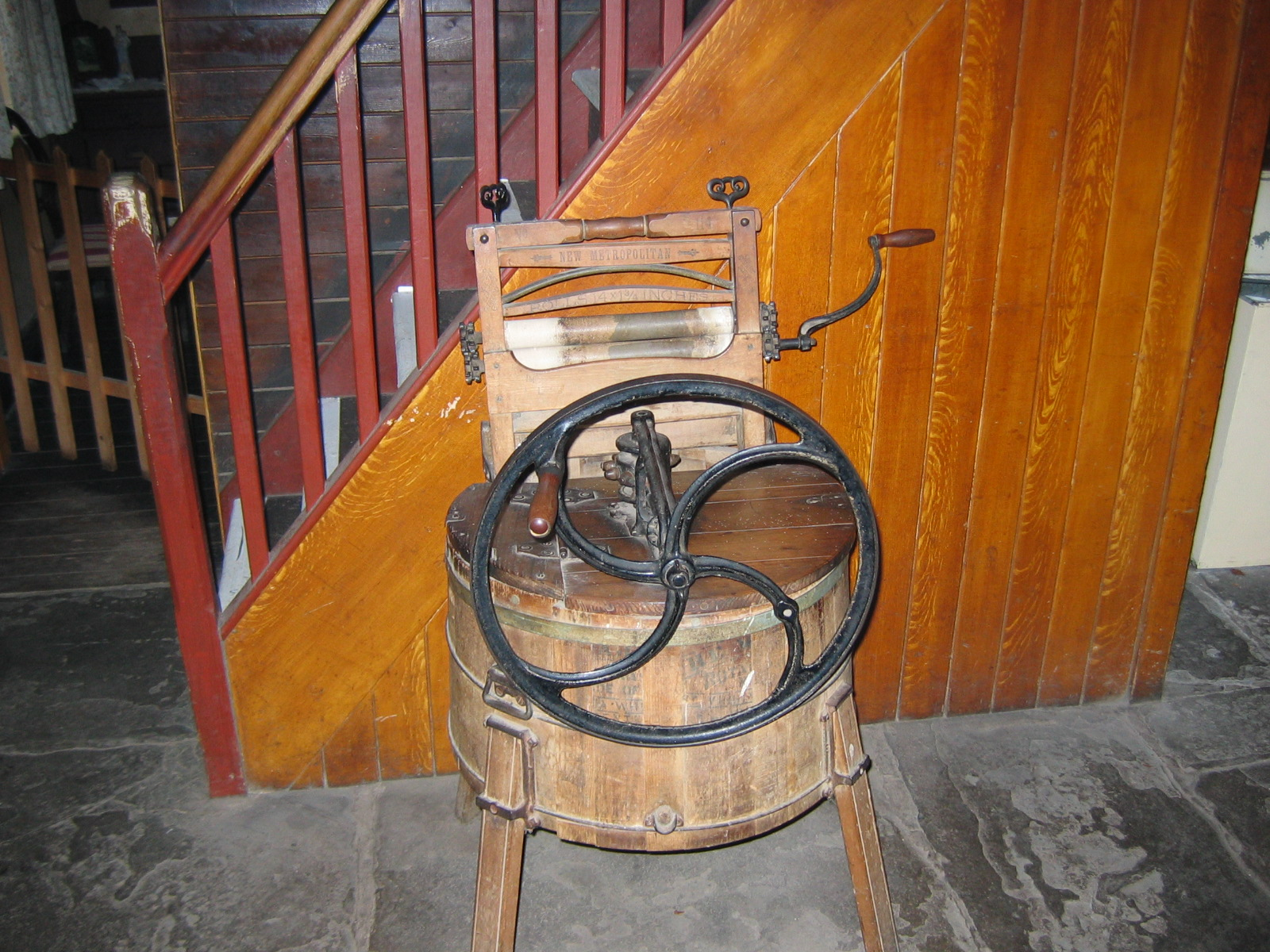
Rentadora de la marca Metropolitan, del.

La primera patent es va registrar a Anglaterra el 1690 en la categoria de Washing and Wringing Machines (Màquines de rentar i escórrer), i Alemanya Jacob Christian Schäffer publica el seu disseny el 1767. El 1782, Henry Sidgier obté una patent britànica per a una rentadora amb tambor giratori, i el 1862, Richard Lansdale exhibeix la seva "rentadora giratòria compacta" patentada en l'Exposició Universal de Londres.

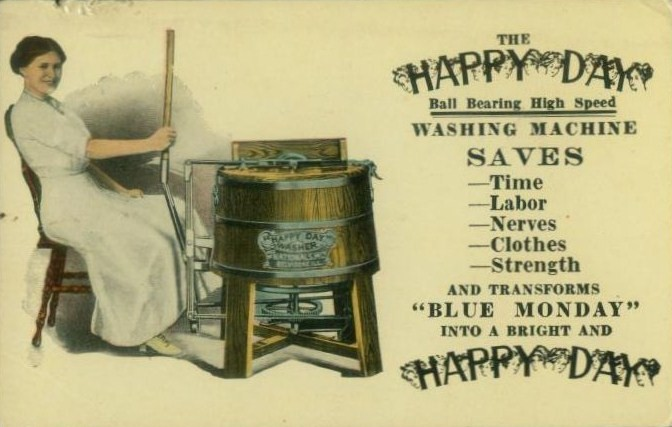
Anunci de 1910.

Encara que als Estats Units la primera patent va ser per a Nathaniel Briggs de Nou Hampshire el 1797, no queda constància del tipus de rentadora que havia dissenyat per un incendi a l'Oficina de Patents ocorregut a 1836. John E. Turnbull va patentar en 1843 una "Rentadora amb rodets per escórrer."

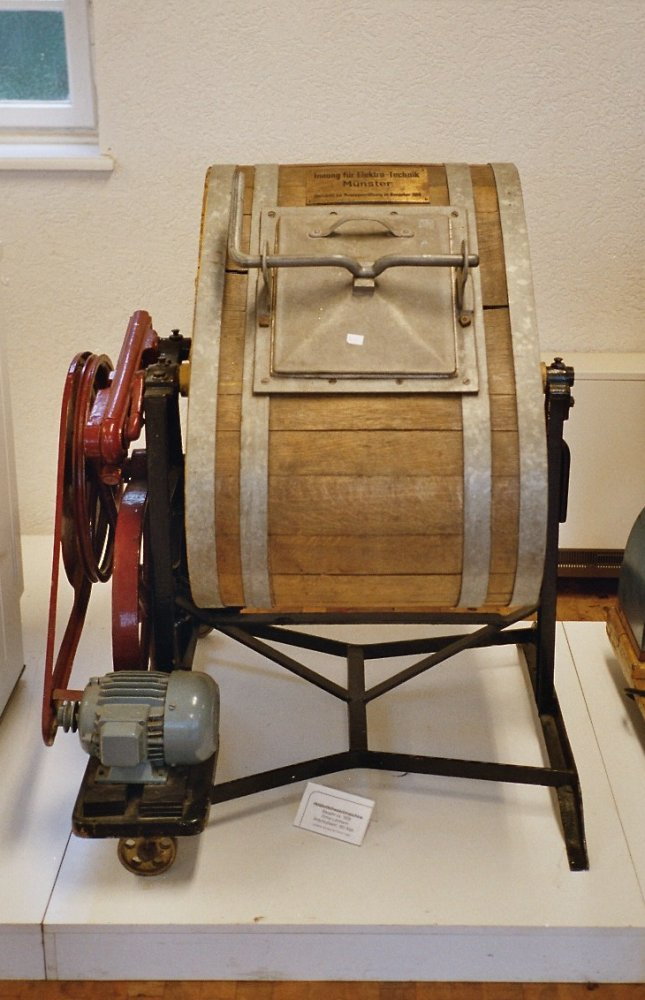
Rentadora de fabricació alemanya.

Ja el 1904 s'estaven anunciant rentadores elèctriques als Estats Units, i les vendes nord-americanes havien assolit les 913 unitats el 1928. La rentadora va començar una molt tímida popularització als Estats Units ja en els anys 20, encara que fins a finals dels anys 40 o principis dels anys 50 no va ser un objecte de masses. El 1940, el 60% de les 25 llars amb accés a la llum elèctrica als Estats Units tenia una rentadora elèctrica. Alva J. Fisher va ser incorrectament acreditat amb la invenció de la rentadora elèctrica. L'Oficina de Patents dels Estats Units mostra almenys una patent abans de la patent de Fisher número 966677 (per exemple, la patent de Woodrow número 921195). L'inventor de la rentadora elèctrica roman desconegut. No obstant això, degut en part a la Gran Depressió recent des de finals de la dècada de 1940 a principis de la dècada de 1950 es converteix en un article de masses. A l'Europa occidental desenvolupada, la difusió de la rentadora es produeix, principalment, després de la Segona Guerra Mundial i ja a principis de la dècada de 1960 es converteix en un aparell quotidià. A l'Europa desenvolupada occidental, l'extensió de la rentadora es produeix, principalment, després de la Segona Guerra Mundial i ja a principis dels anys 60 es converteix en un aparell quotidià. Importants firmes industrials europees comencen a fabricar ingents quantitats de rentadores; altres, fins i tot converteixen les rentadores en la seva principal font de prestigi i ingressos (Miele, AEG Electrolux, Zanussi, Siemens Bosch, Balay, Samsung, LG, etc). A Espanya, les rentadores s'imposen al ritme de l'emergent classe mitjana durant els anys 60. En els 70 era ja un article generalitzat. A Europa Oriental la producció de rentadores va ser petita, i sovint es van adoptar fórmules comunitàries.
El disseny de la rentadora va millorar durant la dècada de 1930. El mecanisme estava tancat dins d'un armari i es va prestar més atenció a la seguretat elèctrica. Els assecadors centrifugats es van introduir per reemplaçar les perilloses escorredores de potència de l'època. L'evolució estètica i funcional de la rentadora ha estat molt important, sobretot els darrers anys, amb l'aplicació de la microelectrònica. En l'aspecte estètic, els electrodomèstics, molt generalitzats a la dècada de 1980, han donat pas a dissenys corbs i estilitzats, i a múltiples varietats de color. També han canviat els controls, de l'habitual selector de programa giratori a pantalles tàctils programables.
Les primeres rentadores automàtiques normalment estaven connectades al subministrament d'aigua mitjançant connectors temporals a les aixetes de l'aigüera. Més tard, les connexions permanents tant al subministrament d'aigua calenta com a la freda es van convertir en la norma. La majoria de les màquines europees de càrrega frontal modernes ara només tenen una connexió d'aigua freda (és a dir, farciment en fred) i depenen completament dels escalfadors elèctrics per augmentar la temperatura de l'aigua.
Moltes d'aquestes màquines comptaven amb un escorredor elèctric, encara que els assecadors de centrifugació integrats no eren estranys.

### Màquines automàtiques

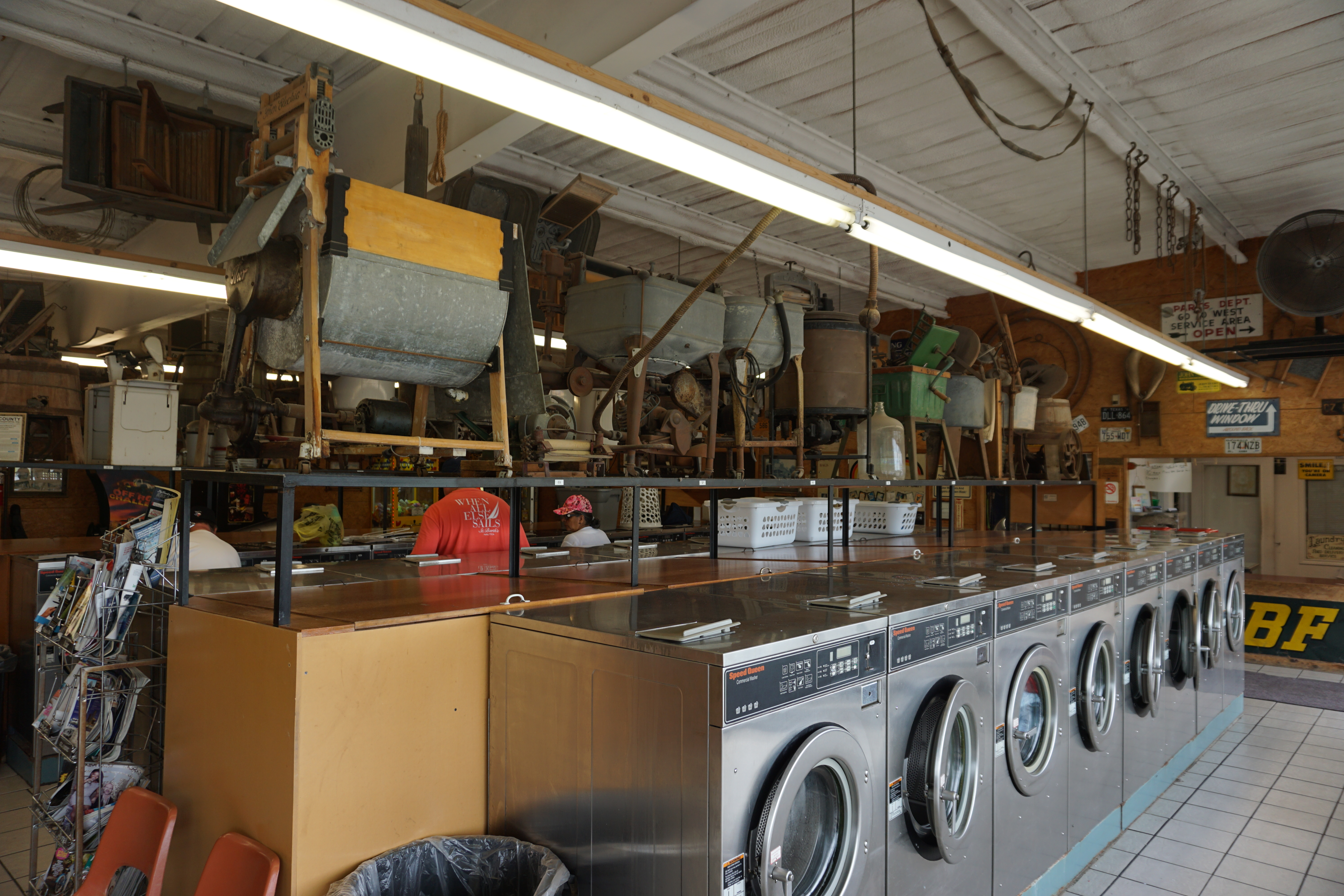
Museu de la Rentadora de Mineral Wells, Texas

Bendix va presentar la primera rentadora automàtica el 1937, amb una sol·licitud d'una patent el mateix any. En aspecte i detall mecànic, aquesta primera màquina no és diferent de les rentadores automàtiques de càrrega frontal que es produeixen avui. Tot i que incloïa moltes de les característiques bàsiques actuals, la màquina no tenia cap suspensió de tambor i, per tant, s'havia d'ancorar al terra per evitar "caminar".
El 2008, la Universitat de Leeds va dissenyar una rentadora que només requereix una tassa (aproximadament 0,5l) d'aigua per a cada rentat. Deixa la roba pràcticament seca i utilitza menys del 2 % de l'aigua i l'energia d'una rentadora convencional.
L'evolució, tant estètica com funcional de la rentadora, ha estat molt important, sobretot en els últims anys, amb l'aplicació de la microelectrònica. En l'aspecte estètic, els electrodomèstics panelables, molt generalitzats en els 80, han donat pas ara a fórmules modernes, a dissenys corbs i estilitzats, i a múltiples varietats de color.
Tècnicament, i gràcies a la microelectrònica, alguns models actuals deixen la roba eixuta i neta. Fins i tot s'hi afegeixen controladors de temps, sensors que controlen la velocitat i la temperatura, algorismes de recol·locació de roba per a evitar excessives vibracions durant el centrifugat.

### Durant la Segona Guerra Mundial i posterior

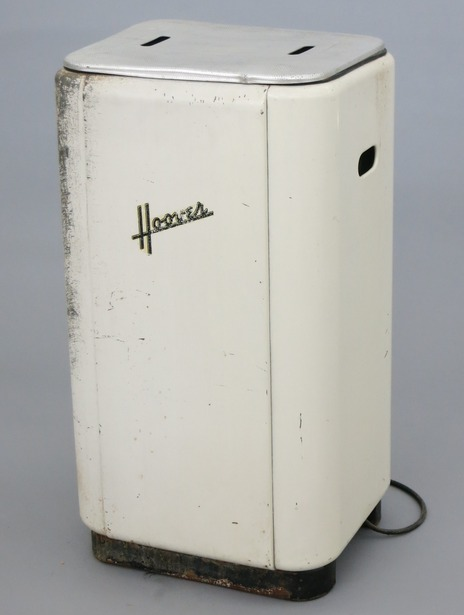
Una Hoover 0307, fabricada de 1947 a 1957

Després de l'atac a Pearl Harbor, la producció nacional nord-americana de rentadores es va suspendre durant la Segona Guerra Mundial a favor de la fabricació de material de guerra. Tot i això, es va permetre a nombrosos fabricants d'electrodomèstics nord-americans emprendre la investigació i el desenvolupament de rentadores durant els anys de guerra. Molts van aprofitar l'oportunitat per desenvolupar màquines automàtiques, conscients que representaven el futur de la indústria.
Un gran nombre de fabricants nord-americans van introduir màquines automàtiques competidores (principalment del tipus de càrrega superior) a la fi de la dècada de 1940 i principis de la de 1950. General Electric també va introduir el seu primer model automàtic de càrrega superior el 1947. Aquesta màquina tenia moltes de les característiques que incorporen les màquines modernes. Una altra forma primerenca de rentadora automàtica fabricada per The Hoover Company utilitzava cartutxos per programar diferents cicles de rentat. Aquest sistema, anomenat "Keymatic", utilitzava cartutxos de plàstic amb ranures en forma de clau i crestes a les vores. El cartutx s'introduïa a una ranura de la màquina i un lector mecànic l'accionava en conseqüència.
Diversos fabricants van produir màquines semiautomàtiques, que requerien la intervenció de l'usuari en un o dos punts del cicle de rentat. Un tipus semiautomàtic comú (disponible a Hoover al Regne Unit fins a almenys la dècada de 1970) incloïa dues botes: una amb un agitador o impulsor per al rentat, més una altra cisterna més petita per a l'extracció d'aigua o l'esbandit centrífug.

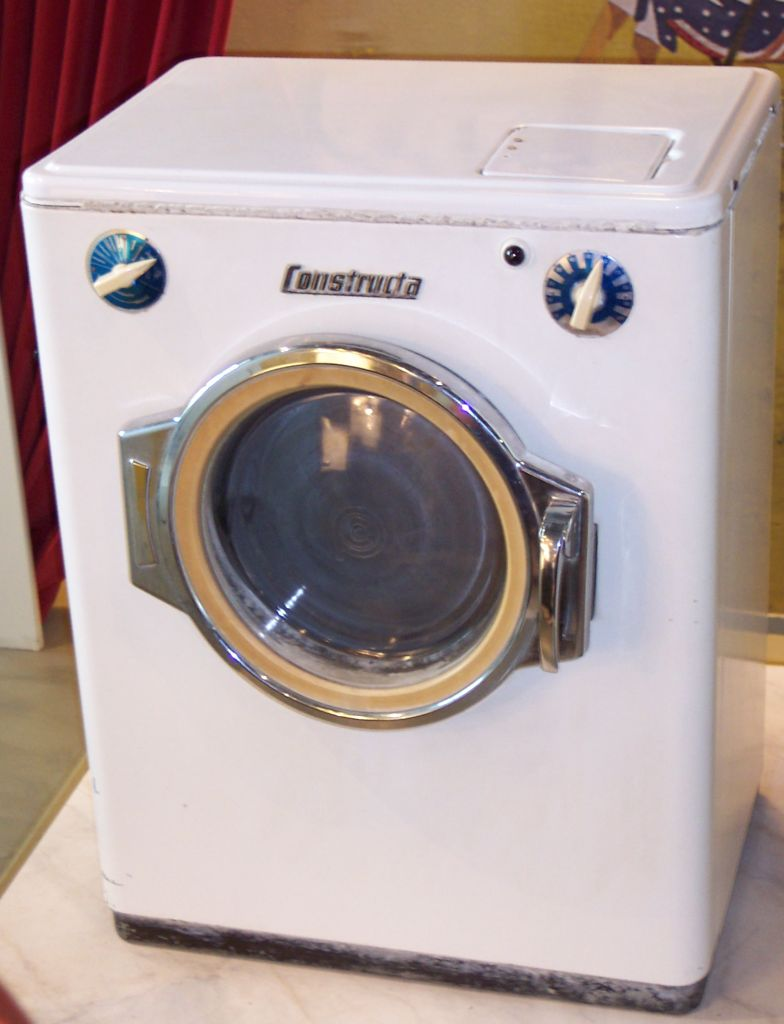
Un model Constructa de la dècada de 1950

Des de la seva introducció, les rentadores automàtiques s'han basat en temporitzadors electromecànics per seqüenciar el procés de rentat i extracció. Els temporitzadors electromecànics consisteixen en una sèrie de  lleves en un eix comú accionat per un petit motor elèctric a través d'una caixa reductora. En el moment adequat del cicle de rentat, cada lleva acciona un interruptor per activar o desactivar una part concreta de la maquinària (per exemple, el motor de la bomba de desguàs). Un dels primers va ser inventat en 1957 per Winston L. Shelton i Gresham N. Jennings, llavors ambdós enginyers de General Electric. El dispositiu va obtenir la patent nord-americana 2870278.
Als primers temporitzadors electromecànics, el motor funcionava a una velocitat constant durant tot el cicle de rentat, encara que l'usuari podia truncar parts del programa avançant manualment el dial de control. No obstant això, a la dècada de 1950, la demanda d'una major flexibilitat en el cicle de rentat va portar a la introducció de temporitzadors elèctrics més sofisticats per complementar el temporitzador electromecànic. Aquests nous temporitzadors permetien una major variació en funcions com ara el temps de rentat. Amb aquesta disposició, el motor del temporitzador elèctric es desconnecta periòdicament per permetre que la roba s'empapi i només torna a activar-se just abans que un microinterruptor es connecti o desconnecti per a la següent fase del procés. Els temporitzadors totalment electrònics no es van generalitzar fins a dècades més tard.
Tot i l'elevat cost de les rentadores automàtiques, els fabricants van tenir dificultats per satisfer la demanda. Encara que va haver-hi escassetat de material durant la Guerra de Corea, en 1953 les vendes de rentadores automàtiques als EUA superaven les de màquines elèctriques de tipus escorredor.
Al Regne Unit i la major part d'Europa, les rentadores elèctriques no es van popularitzar fins a la dècada de 1950. Això es va deure en gran part a l'impacte econòmic de la Segona Guerra Mundial al mercat de consum, que no es va recuperar adequadament fins a finals dels anys cinquanta. Les primeres rentadores elèctriques eren de cuba simple i escorredor, ja que les rentadores totalment automàtiques eren extremadament cares. Durant la dècada de 1960, les rentadores de doble cuba es van fer molt populars, ajudades pel baix preu de les rentadores Rolls Razor. Les rentadores de doble bóta tenen dues bótes, una més gran que l'altra. La cuba més petita és en realitat un tambor giratori per a l'assecat centrífug, mentre que la cuba més gran només té un agitador a la part inferior. Algunes màquines podien bombar l'aigua de rentat usada a una cisterna separada per emmagatzemar-la temporalment i tornar a bombar-la més tard per reutilitzar-la. Això no es feia per estalviar aigua o sabó, sinó perquè la producció daigua calenta era cara i requeria molt de temps. Les rentadores automàtiques no es van imposar al Regne Unit fins ben entrada la dècada de 1970 i, aleshores, eren gairebé exclusivament de càrrega frontal.
A les primeres rentadores automàtiques, els canvis en la velocitat de l'impulsor/tambor s'aconseguien per mitjans mecànics o mitjançant un reòstat a la font d'alimentació del motor. Tot i això, des de la dècada de 1970, el control electrònic de la velocitat del motor s'ha convertit en una característica comuna en els models més cars.

## Tipus de màquines rentadores
Actualment, existeixen dos tipus principals de rentadores si les classifiquem pel lloc per on s'introdueix la roba: les de càrrega superior i les de càrrega frontal o de tulipa. Les rentadores de càrrega superior són comunes als Estats Units, Canadà, Oceania i molts països africans i asiàtics. Les de càrrega frontal són més pròpies d'Europa.

## Obsolescència programada
Segons un informe de l'associació Halte à l'obsolescence programmée i Murfy, empresa especialitzada en la reparació d'electrodomèstics, la vida útil de les rentadores ha disminuït un 30% en vuit anys. El 2010, les rentadores de totes les marques van funcionar una mitjana de 10 anys. El 2018, la seva vida mitjana era de només 7 anys. A més, l'informe assenyala que els fabricants fan inaccessibles i molt cares les peces de recanvi per reparar aquests aparells. Especialment, les parts que se sap que són més susceptibles al desgast i que requereixen una substitució freqüent, com ara la placa electrònica dels dispositius.